# Sung Kang
Sung Kang (tên tiếng Hàn: Kang Sung-Ho; 강성호; sinh ngày 8 tháng 4 năm 1972) là một diễn viên người Mỹ gốc Hàn. Anh được biết đến nhiều nhất qua vai diễn Han Lue trong 5 phần của loạt phim Fast & Furious.

## Đầu đời
Kang sinh ra ở Clarkston, Georgia, cha mẹ của anh là người nhập cư từ Hàn Quốc chuyển đến Gainesville, Georgia.
Kang theo học tại Đại học California tại Riverside.

## Thông tin khác

### Kinh doanh
Anh sở hữu một nhà hàng tên là Saketini ở Brentwood, Los Angeles, California nhưng nhà hàng ấy đã đóng cửa vào đầu năm 2013.

### Auto drifting
Kang đã nói rằng, trước khi đóng vai Han trong The Fast and the Furious: Tokyo Drift, anh ấy đã không biết về văn hóa trôi dạt tồn tại ở Nhật Bản. Mãi cho đến khi bắt đầu nghiên cứu phần nào, anh mới hoàn thiện kỹ năng của mình trong môn thể thao phổ biến đang là cơn sốt toàn cầu này. Anh tuyên bố rằng việc quay loạt phim Fast & Furious đã khơi dậy niềm yêu thích xe hơi từ lâu; anh đã lớn lên khi nhìn một người hàng xóm lớn tuổi phục chế những chiếc xe cổ.

## Phim đã tham gia

### Phim ảnh
| Năm  | Tên phim                              | Vai diễn                     | Ghi chú            |
| ---- | ------------------------------------- | ---------------------------- | ------------------ |
| 2000 | Talk to Taka                          | Co-Producer                  | Co-producer        |
| 2001 | Trân Châu Cảng                        | Listener/Japanese Translator |                    |
| 2002 | Better Luck Tomorrow                  | Han Lue                      | Associate producer |
| 2002 | Antwone Fisher                        | Receptionist                 |                    |
| 2004 | 9:30                                  | Chan Kin Fai                 | Phim ngắn          |
| 2004 | Forbidden Warrior                     | Doran                        |                    |
| 2005 | The Motel                             | Sam                          |                    |
| 2006 | The Fast and the Furious: Tokyo Drift | Han Lue                      |                    |
| 2006 | Undoing                               | Samuel                       | Nhà sản xuất       |
| 2007 | War                                   | Goi                          |                    |
| 2007 | Finishing the Game                    | Cole Kim                     |                    |
| 2007 | Live Free or Die Hard                 | Raj                          |                    |
| 2009 | Fast & Furious                        | Han Lue                      |                    |
| 2009 | Los Bandoleros                        | Han Lue                      | Phim ngắn          |
| 2009 | Ninja Assassin                        | Hollywood                    |                    |
| 2009 | Clap Clap                             | Roy                          | Phim ngắn          |
| 2011 | Fast Five                             | Han Lue                      |                    |
| 2011 | 4 Wedding Planners                    | Kai                          |                    |
| 2012 | Sunset Stories                        | JP                           |                    |
| 2012 | Bullet to the Head                    | Taylor Kwon                  |                    |
| 2013 | Fast & Furious 6                      | Han Lue                      |                    |
| 2013 | The Come Up                           | Douchey Actor                | Phim ngắn          |
| 2015 | Eden                                  | Connie                       |                    |
| 2015 | Fast & Furious 7                      | Han Lue                      | Archive footage    |
| 2015 | Hollywood Adventures                  | Manny                        |                    |
| 2016 | Pali Road                             | Mitch Kayne                  |                    |
| 2016 | The Free World                        | Detective Shin               |                    |
| 2016 | Code 8                                | Officer Alex Park            | Phim ngắn          |
| 2017 | Party Boat                            | Greg                         |                    |
| 2019 | Code 8                                | Officer Alex Park            |                    |
| 2021 | Fast & Furious 9                      | Han Lue                      |                    |
| TBA  | We Can Be Heroes                      |                              | Filming            |
| 2023 | Fast & Furious X                      | Han Lue                      |                    |
| 2024 | Weekend in Taipei                     | Kwang                        |                    |

### Trò chơi điện tử
| Năm  | Tên game                 | Vai trò          |
| ---- | ------------------------ | ---------------- |
| 2013 | Fast & Furious: Showdown | Han (lồng tiếng) |